# Gustav Lannmark
Gustav Adolf Lannmark, född 28 juli 1892 i Stockholm, död 13 maj 1949, var en svensk tecknare.
Han var son till fabrikören Johan Gunnar K:son Lannmark och hans hustru Maria Katarina. Han var bror till fabrikören och tecknaren Gunnar Lannmark. Han studerade konst vid Althins målarskola i Stockholm 1910-1912 samt genomförde flera studieresor till Paris,  Berlin, Rom och München. Han var under ungdomsåren aktiv tävlingssimmare och seglare så det föll sig naturligt att han började teckna sporthändelser för Idrottsbladet. Dessutom tecknade han satir- och skämtteckningar för Naggen, Lutfisken och andra tidskrifter. Som illustratör illustrerade han några ungdomsböcker bland annat Ebbe Lieberaths  Äventyrsberättelser för scouter och käcka pojkar och utformade reklamsaker, affischer samt porträtt.  Allhem sid 458 band 3

## Bildgalleri

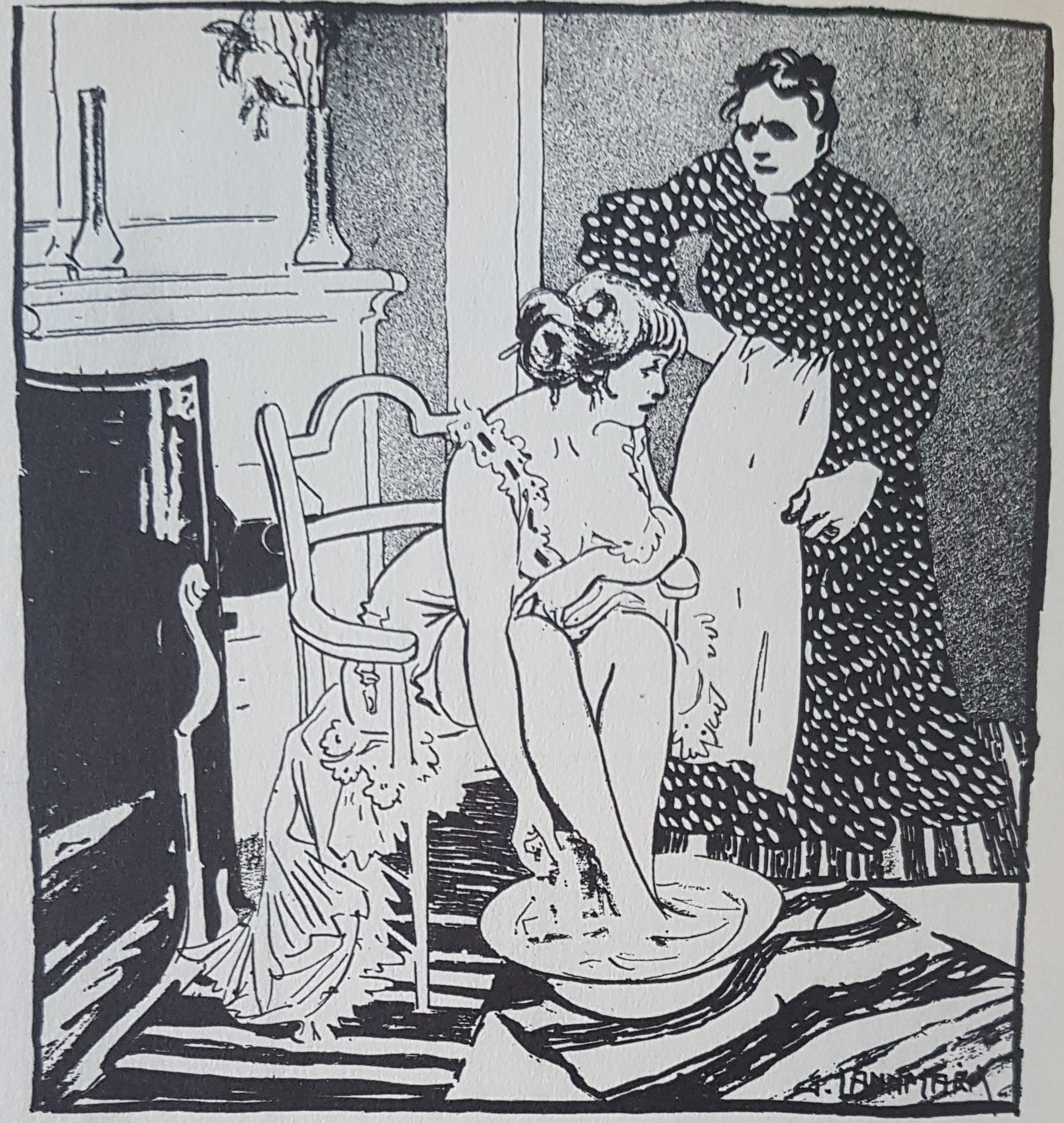
Fasligt vad hon tvättar sig ofta om fötterna! Har hon kommit på avvägar? Tecknad av Gustaf Lannmark 1917.
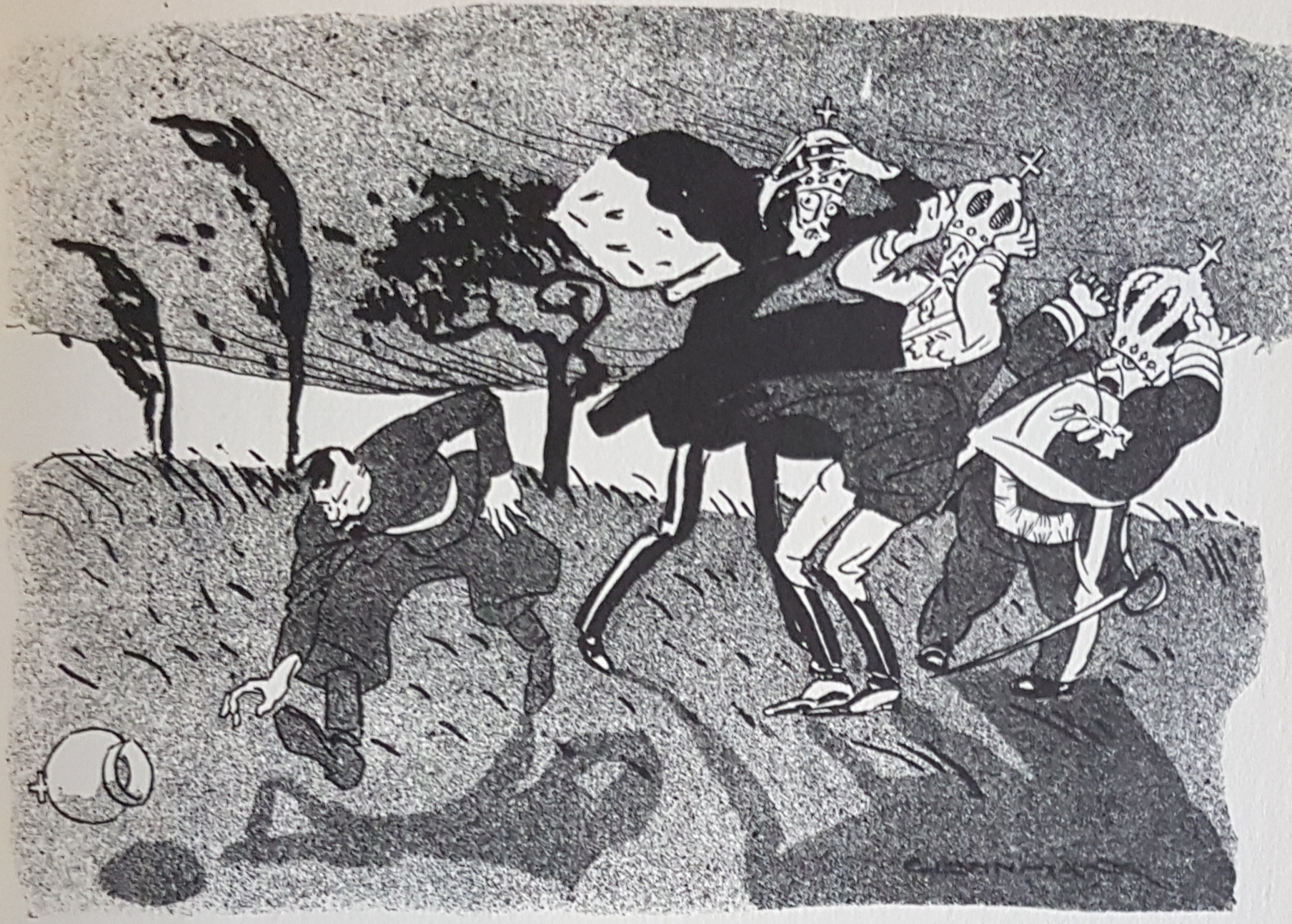
Våren artar sig till att bli blåsig - särskilt för monarker. Tecknad av Gustaf Lannmark 1917
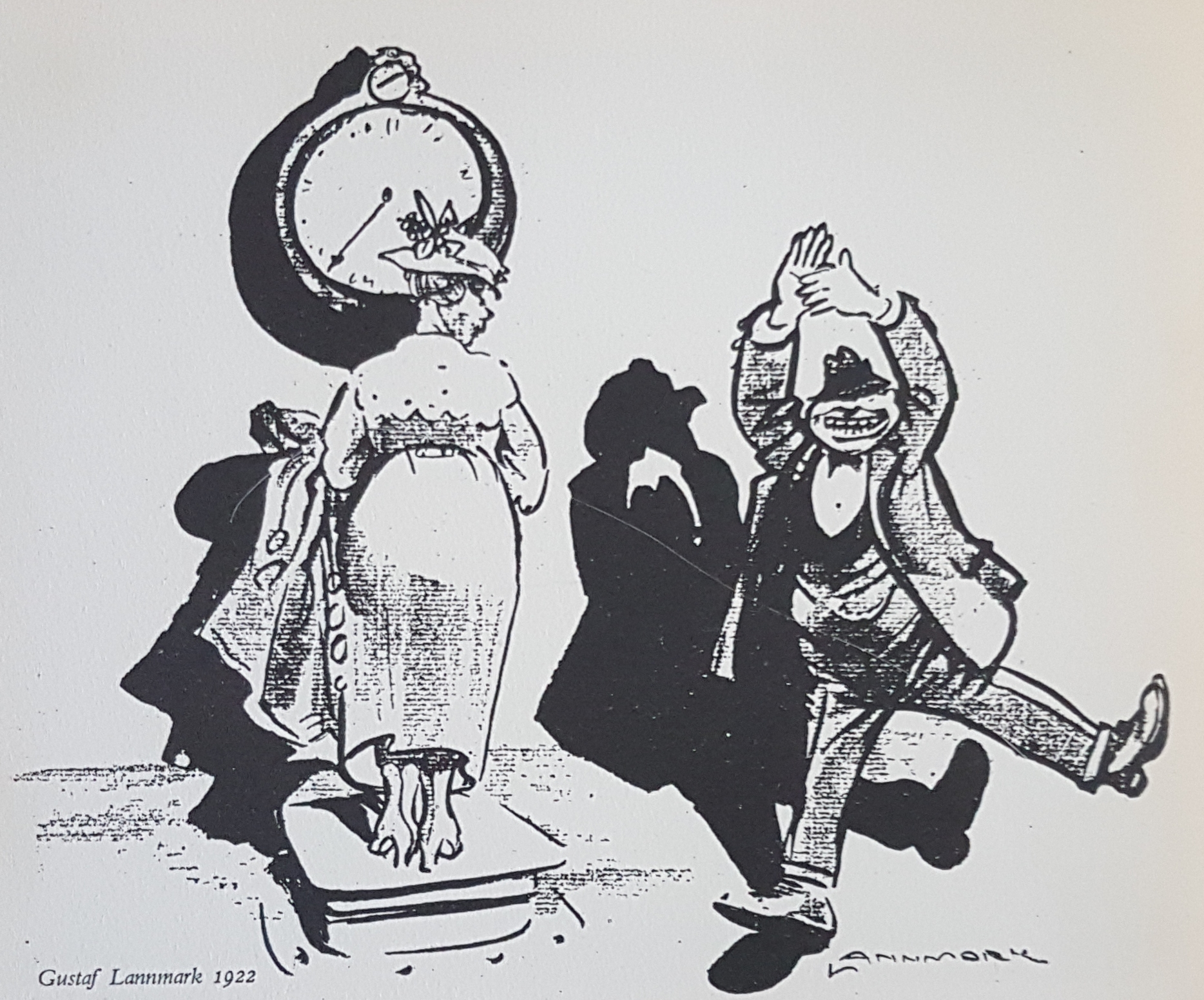
Hon är begåvad!! Hon vill se hur mycket hon väger utan överplagg! Tecknad av Gustaf Lannmark 1922.
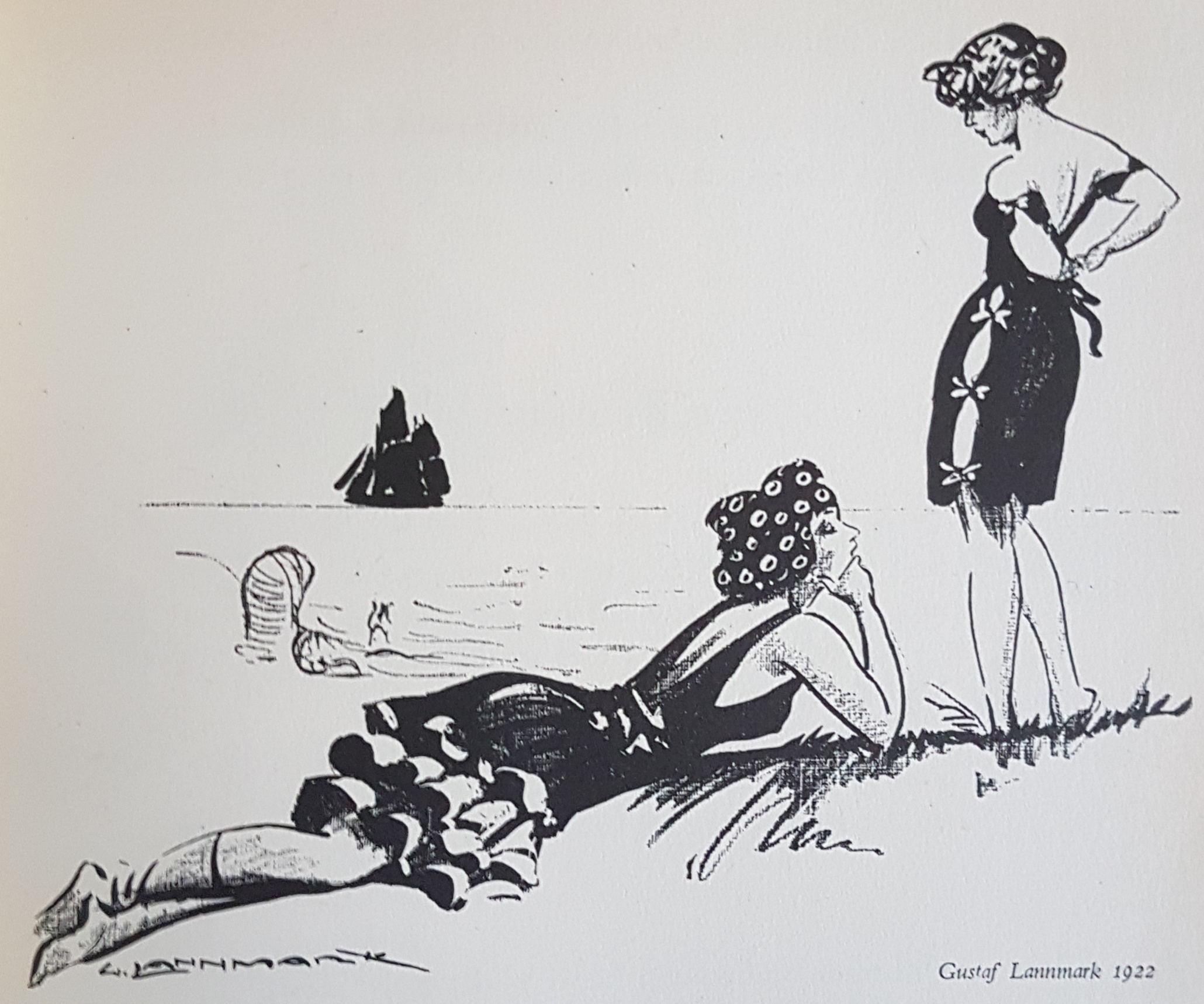
Nu när vi ä gifta ger Axel mig aldrig mer några presenter. -Kära vän, har du någonsin hört talas om en fiskare som ger bete åt en fisk som han redan fångat?Teckning av Gustaf Lannmark 1922.